# Comtat de Kern
El comtat de Kern és un comtat situat a l'⁣estat nord-americà de Califòrnia. Segons el cens del 2020, la població era de 909.235 habitants. La seva seu de comtat és Bakersfield.
El comtat de Kern comprèn l'⁣àrea estadística metropolitana de Bakersfield, Califòrnia. El comtat abasta l'extrem sud de la Vall Central. Cobrint 8,161.42 milles quadrades (21,138.0 km2), s'estén a l'oest fins al vessant sud de la serralada de la costa, i a l'est més enllà del vessant sud de l'est de Sierra Nevada fins al desert de Mojave, a la ciutat de Ridgecrest. La seva ciutat més al nord és Delano, i el seu abast sud s'estén més enllà del parc Frazier i l'extrem nord de la vall paral·lela de l'Antílope.
L'economia del comtat està fortament lligada a l'agricultura i a l'extracció de petroli. També hi ha una forta presència aèria, espacial i militar, com ara la base de la força aèria Edwards, l'⁣estació d'armes aèries navals de China Lake i el port espacial i aeri de Mojave.
Amb una població d'un 54,9% hispana a partir del 2020, Kern és el tercer comtat hispà de majoria més poblat de Califòrnia i el sisè més gran del país.